# Scipione Ammirato

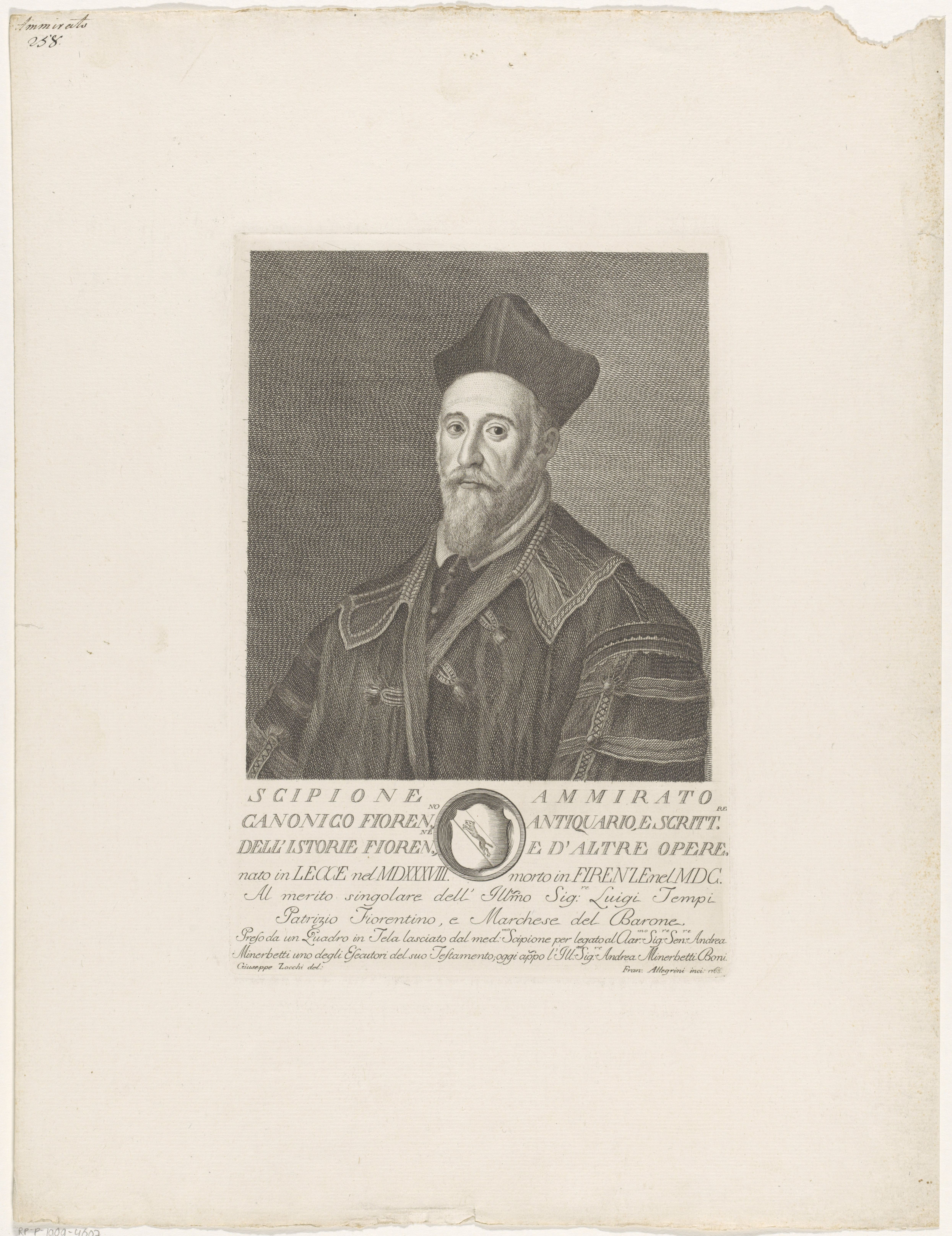
Scipione Ammirato in einem Bildnis von Giuseppe Zocchi.

Scipione Ammirato (* 7. Oktober 1531 in Lecce; † 11. Januar 1601 in Florenz) war ein italienischer Historiker.

## Leben
Scipione Ammirato entstammte einer patrizischen Familie aus Lecce im Königreich Neapel, die ursprünglich aus der Toskana stammte. Sein Vater bestimmte ihn für die Laufbahn eines Juristen, aber seine literarischen Interessen, die er während seines Aufenthalts in Neapel von 1547 bis 1551 verfolgte, brachten ihn hiervon ab. Er trat in den Dienst der Kirche und residierte einige Zeit in Venedig, später trat er in den Dienst von Papst Pius IV. 1569 ging er nach Florenz, wo Herzog Cosimo I. sein Gönner wurde. Er ließ ihn im Medici-Palast wohnen unter der Bedingung, dass er eine Geschichte von Florenz schreibe. Diese Istorie Fiorentine sind das Werk, das ihn bekannt machte. Zu seinen Lebzeiten wurde 1560 jedoch nur ein erster Teil veröffentlicht, der die Geschichte von Florenz bis 1434 enthält. Die übrigen 15 Bücher wurden 1641 von Ammiratos Adoptivsohn herausgegeben, der auch eine neue Edition des ersten Teiles mit eigenen Zusätzen besorgte (1647). 1595 wurde er Kanoniker des Florentiner Doms, nachdem er mit fast 65 Jahren doch noch in Theologie promoviert hatte. Andere Werke von Scipione Ammirato sind Kommentare zu Tacitus, in denen er die politische Auseinandersetzung mit den Ideen Machiavellis führte, und Genealogien der Familien von Florenz und Neapel. 1609 wurden Ammiratos Discorsi sopra Cornelio Tacito von Christoph Pflug übersetzt, eine Übersetzung, die vor Ausbruch des Dreißigjährigen Krieges noch zwei weitere Auflagen (1612, 1618) erlebte.

## Werke (Auswahl)
- Scipione Ammirato: Scipionis Amirati ... Dissertationes politicae siue Discursus in C. Cornelium Tacitum: nuper ex Italico in Latinorum versi, & cum toto rei politicae studiosorum orbe communicati quibus praemissa sunt ex eodem Tacito excerptae Digressiones politicae. impensis Ioannis Theobaldi Schönvvetteri, Helenopoli 1609 (Latein, google.it).
- Scipione Ammirato: Scipionis Amirati ... Dissertationes politicæ, siue discursus in C. Cornelium Tacitum, politicam doctrinam apprime illustrantes, nuper ex Italico in Latinum versi, & cum toto rei politicæ studiosorum orbe communicati. Adiunctæ sunt Digressiones politicæ à Christophoro Pflugio ... Accessere ob argumenti similitudinem, summamque operis elegantiam De regis, ac regni institutione libri 3 ... typis Nicolai Hoffmanni, Francofurti 1618 (Latein, google.it).

## Weblink
- Veröffentlichungen von und über Scipione Ammirato im Opac der Regesta Imperii

| Personendaten    | Personendaten            |
| ---------------- | ------------------------ |
| NAME             | Ammirato, Scipione       |
| KURZBESCHREIBUNG | italienischer Historiker |
| GEBURTSDATUM     | 7. Oktober 1531          |
| GEBURTSORT       | Lecce                    |
| STERBEDATUM      | 11. Januar 1601          |
| STERBEORT        | Florenz                  |